# 向東 (萬曆進士)
向東（1548年—？），字紹明，號少葛，浙江寧波府慈谿縣人，民籍，明朝政治人物。

## 生平
隆慶四年（1570年）庚午科浙江鄉試第六十三名，萬曆八年（1580年）庚辰科會試第一百八名，登三甲第九名進士。吏部觀政，本年授行人司行人，十三年升礼部主事，十六年升员外郎，本年主考陕西乡试，十七年升郎中，十九年升江西副使，卒。

## 家族
曾祖向堂；祖父向金，贈大理寺評事；父向洪邁，曾任布政司左參議。母陸氏（封孺人）；繼母包氏。